# Manlia de Gai Mari
La llei Mànlia de Gai Mari va ser una antiga llei romana o un privilegi, proposada pel tribú de la plebs Luci Manli l'any 107 aC quan eren cònsols Luci Cassi Longí i Gai Mari. La llei va donar a Gai Mari el govern de la Numídia.